# Lotte Cantata Women's Open
Het Lotte Cantata Women's Open (Koreaans: 롯데 칸타타 여자오픈) is een jaarlijks golftoernooi voor vrouwen in Zuid-Korea, dat deel uitmaakt van de LPGA of Korea Tour. Het werd opgericht in 2011 en vindt sindsdien telkens plaats op de Lotte Sky Hill Jeju Country Club in Jeju.
Het toernooi wordt gespeeld in strokeplay-formule van drie ronden (54-holes).

## Winnaressen
| Jaar | Winnares      | Score | Score | Info |
| ---- | ------------- | ----- | ----- | ---- |
| 2011 | Ryu Yeon-so   | 202   | –14   |      |
| 2012 | Jin Jung-hye  | 209   | –7    |      |
| 2013 | Kim Kyung-bo  | 211   | –5    |      |
| 2014 | Baek Kyu-jung | 198   | –18   |      |

| Toernooirecord |

 Lotte Mart Women's Open ·
 Nexen Saint Nine Masters ·
 Edaily Ladies Open ·
 Woori Ladies Championship ·
 Doosan Match Play Championship ·
 E1 Charity Open ·
 Lotte Cantata Women's Open ·
 S-OIL Champions Invitational ·
 Korea Women's Open ·
 Kumho Tire Women's Open ·
 Jeju Samdasoo Masters ·
 Hanwha Finance Classic ·
 KyoChon Honey Ladies Open ·
 Nefs Masterpiece ·
 MBN Women's Open ·
 Charity High1 Resort Open ·
 YTN-Volvik Women's Open ·
 KLPGA Championship ·
 Daewoo Classic ·
 Pak Se-ri Invitational ·
 Hite Championship ·
 LPGA KEB-HanaBank Championship ·
 KB Star Championship ·
 Seoul Ladies Classic ·
 ADT CAPS Championship ·
 Chosun Ilbo Championship ·
 China Women's Open